# 向我屈服
Give In to Me（可譯為“向我屈服”）是美國歌手迈克尔·杰克逊1991年专辑《Dangerous》中的第十首歌曲。这是一首硬摇滚风格歌曲，其中还有槍與玫瑰樂隊的吉他手Slash伴奏。也有些人认为这首歌是有激进性暗示的重金屬音樂。該单曲在新西兰连续四周达到榜首，并在英國單曲排行榜排名第二。
此单曲从未在北美和亚洲发行。值得注意的是單曲的B面，包含了杰克逊两首其他硬摇滚的歌曲，分別為“Dirty Diana”，以及“Beat It”专辑中的版本，这也包括硬摇滚吉他手的客串（分别是史蒂夫·史蒂文斯和埃迪·范·海伦）。

## 組成
这首歌曲为E小调的基础音。杰克逊的声音的跨度是从G3到B4。它具有每分钟87次中度慢节奏。

## 评论家反应
"Give In to Me"得到了当代音乐评论家的积极评价。 EW编辑大卫·布朗称赞杰克逊的表现，写到“当时他的声音不与鼓声的相冲突的时候，歌声来势汹汹，是一首令人毛骨悚然的（这是他有史以来最好的硬摇滚音乐）。” 滚石杂志的阿兰莱特评论这首歌：““Give In to Me”的东西更令人不安的是当杰克逊唱到“不要试着了解我/只是简单地我说做的事情”（Don't try to understand me/Just simply do the things I say"）的时候，他使用了一个更坚韧，沙哑的声音，伴随Slash的吉他在杰克逊后边咆哮."

## 音乐影片
"Give In to Me"的音乐錄影帶以杰克逊在室内摇滚音乐会中，与前Living Color的贝斯手Muzz Skillings、枪與玫瑰乐队的吉他手Slash和Gilby Clarke，以及乐队的巡演键盘手Teddy Andreadis在舞台上表演歌曲來呈現。影片中可以听到巨大的爆炸声和看到在杰克森跳舞的时候用电脑制作的电弧特效。Slash的萊斯·保羅的被击中，增加了即兴演奏的速度。影片的最后一幕是藍色电弧顺着杰克森的動作，在他身上竄流著。該音樂錄影帶收錄在：危险之旅：短片中。 据杰克森受歐普拉采访时所说，此影片於1992年8月下旬在德国拍攝，整個過程耗費在两小时就完成拍攝，影片里的烟火是事後透過電腦特效產生的。

## 榜单成绩
| 榜单(1993)               | 最高排名 |
| ------------------------ | -------- |
| 澳大利亚单曲榜           | 4        |
| 奥地利单曲榜             | 12       |
| 荷兰40强单曲榜           | 3        |
| European Hot 100 Singles | 3        |
| 法国单曲榜               | 7        |
| 爱尔兰单曲榜             | 2        |
| 新西兰单曲榜             | 1        |
| 挪威单曲榜               | 7        |
| 瑞典单曲榜               | 15       |
| Swiss Singles Chart      | 7        |
| UK Singles Chart         | 2        |
| 榜单(2009)               | 最高排名 |
| Swiss Singles Chart      | 35       |
| UK Singles Chart         | 74       |
| 榜单 (2011)              | 最高排名 |
| Hungarian Singles Chart  | 8        |

## 歌曲列表
- 奥地利CD单曲

1. "Give In to Me" – 5:28
2. "Dirty Diana" – 4:52
3. "Beat It" – 4:17

- 英国 CD单曲

1. "Give In to Me" (Vocal Version) – 4:42
2. "Dirty Diana" – 4:52
3. "Beat It" – 4:17

- UK 促销 CD

1. "Give In to Me" (Vocal Version) – 4:42
2. "Give In to Me" (Instrumental) – 5:28

- 45 RPM and 7":

1. "Give In To Me" – 5:28
2. "Dirty Diana" – 4:52

## 制作者
- 迈克尔·杰克逊和Bill Bottrell 编写，创作和制作
- Bill Bottrell 录制，混合，贝司，鼓，键盘
- 吉姆·米切尔 录制吉他，Craig协助;
- Slash特别吉他演奏，Craig协助；
- 迈克尔·杰克逊 独唱和背景人声
- 蒂姆·皮尔斯 吉他